# Julian Rzóska
Julian Rzóska, ps. i krypt.: J. Borucki, J. B. (ur. 10 stycznia 1900 w Kamieńcu, zm. 31 grudnia 1984 w Londynie) – polski zoolog, hydrobiolog, profesor Polskiego Uniwersytetu na Obczyźnie w Londynie.

## Życiorys
Urodził się w Kamieńcu, w rodzinie Alberta i Marii z Borzyszkowskich. Był młodszym bratem Józefa (1897-1973).
Julian uczył się od 1911 roku w Gimnazjum św. Marii Magdaleny w Poznaniu. Należał tam do tajnej organizacji samokształceniowej Towarzystwa Tomasza Zana. W 1917 roku przeniósł się do Gimnazjum Augusty Wiktorii w Poznaniu.
15 stycznia 1919 roku wstąpił ochotniczo do Wojska Polskiego, gdzie służył w kompanii łączności. 10 marca 1919 roku w szeregach 55 Poznańskiego pułku piechoty brał udział w bitwie o Lwów. Został zwolniony z wojska 1 sierpnia tego roku z powodu choroby oczu. Zdał maturę 8 marca 1920 roku. Studiował na Wydziale Biologii Uniwersytetu im. Adama Mickiewicza w Poznaniu, jednocześnie pracując (również w czasie przerw w studiach): m.in. w Wydziale Prasowym (Sekcja Niemiecka) Polskiego Komisariatu Plebiscytowego dla Górnego Śląska w Bytomiu. Od 1 maja 1921 roku był zastępcą młodszego asystenta przy Katedrze Zoologii UAM, a od 1 października 1922 roku pracował jako młodszy asystent, a następnie, od 1 października 1925 roku do 30 czerwca 1929 roku był tamże starszym asystentem. Na podstawie pracy Studia nad skorupiakami widłonogimi (Copepoda) W. Ks. Poznańskiego 13 maja 1925 roku uzyskał stopień doktora filozofii w zakresie zoologii.
W młodości był zwolennikiem Narodowej Demokracji. Później wraz z bratem Józefem był członkiem Organizacji Młodzieży Narodowej i należał do komitetu redakcyjnego „Brzasku – Miesięcznika Młodzieży Akademickiej”, organu OMN w Poznaniu; ogłosił tu artykuł pt. Kryzys naszej nauki. W 1923 i 1924 roku należał do Koła Braterskiego tajnego Związku Młodzieży Polskiej „Zet”.
Dnia 16 listopada 1926 roku zdał pierwszy państwowy egzamin nauczycielski z biologii i nauki obywatelskiej, a 17 kwietnia 1929 roku – drugi egzamin pedagogiczny i uzyskał dyplom nauczyciela szkół średnich. W okresie od 1 lipca 1929 roku do 31 sierpnia 1930 pracował jako asystent w bibliotece uniwersyteckiej. W tym okresie, w latach 1927–1931 był nauczycielem w prywatnym Gimnazjum im. Adama Mickiewicza, a w roku szkolnym 1931/1932 – w prywatnym Seminarium Nauczycielskim im. J. Słowackiego. Jednocześnie, od 1 września 1930 roku do wybuchu wojny był nauczycielem biologii w Państwowym Gimnazjum i Liceum im. K. Marcinkowskiego w Poznaniu.
Habilitował się na Wydziale Matematyczno-Przyrodniczym UAM 30 czerwca 1936 roku na podstawie rozprawy pt. Badania nad ekologią i rozmieszczeniem fauny brzeżnej dwu jezior polskich (Jezioro Kierskie i Jezioro Wigierskie). Od 1936 roku – jako docent hydrobiologii – do roku 1939 prowadził na UAM wykłady zlecone z hydrobiologii dla niewielkiej grupy studentów. W dniu 16 stycznia 1939 roku kurator okręgu szkolnego przyznał mu tytuł profesora.
28 sierpnia 1939 roku został zmobilizowany i wziął udział w kampanii wrześniowej. Po agresji ZSRR na Polskę przekroczył granicę polsko-rumuńską i został internowany w obozie oficerskim w Drăgășani. Dzięki francuskiej misji wojskowej dotarł do Francji, a następnie, 4 czerwca 1940 roku – do Anglii. Od 12 lipca 1940 roku do końca 1945 roku pracował jako pracownik kontraktowy „The Agricultural Research Council” przy Muzeum Uniwersyteckim w Oksfordzie w laboratorium „Bureau of Animal Population”. Od 1946 roku do 1958 roku pracował jako pracownik naukowy w Gordon Memorial College w Chartumie (Sudan). W 1958 roku wrócił do Londynu, gdzie objął stanowisko docenta zoologii w Sir John Cass College (obecnie City of London Polytechnic) i pracował tam aż do przejścia na emeryturę w roku 1965. W 1958 roku został mianowany profesorem Polskiego Uniwersytetu na Obczyźnie (PUNO), był dziekanem Wydziału Przyrodniczo-Matematycznego w latach akademickich 1963/4, 1971/2.
Julian Rzóska był najwybitniejszym i wpływowym przedstawicielem europejskiej i tropikalnej hydrobiologii (Jack F. Talling), najlepszym znawcą planktonicznych widłonogów słodkowodnych Europy i Afryki. Ogłosił łącznie około 60 prac naukowych. Był m.in. członkiem: Komisji Fizjograficznej PAU w Krakowie (od 1927 roku), Polskiego Towarzystwa Przyrodników im. Kopernika, Międzynarodowego Towarzystwa Limnologicznego (SIL, od 1929 roku), Polskiej Rady Naukowej na Obczyźnie (od 1949 roku), Polskiego Towarzystwa Naukowego na Obczyźnie (od 1950 roku), w którym był przewodniczącym Wydziału Przyrodniczego i jego Komisji Biologicznej, członkiem honorowym Polskiego Towarzystwa Hydrobiologicznego, szefem programowym International Council of Scientific Unions przy ONZ, członkiem Ecological Society (od 1940 roku), Philosophical Society of London (od 1949 roku).
Zmarł 31 grudnia 1984. Został pochowany w Londynie.
Julian Rzóska 5 czerwca 1929 roku ożenił się z Zuzanną Anasiewicz, nauczycielką. Mieli dwie córki: Krystynę Marię (ur. 1931), zamężną Nassibian, zamieszkałą w Szwajcarii, i Annę Urszulę (ur. 1936), zamężną Viganoni, zamieszkałą w Anglii.

## Odznaczenia
- Medal Niepodległości
- Medal Srebrny Uniwersytetu Poznańskiego (1932)[1].